# Csergezán Pál-kilátó
A Csergezán Pál-kilátó egy kilátó Pest vármegyében, a Budai-hegység legmagasabb pontjának számító Nagy-Kopasz csúcsán, Páty, Nagykovácsi és Telki hármas határán. Neve Csergezán Pál természetfestő emlékét őrzi.

## Átadása
A közigazgatásilag Pátyhoz tartozó csúcson a különleges alakú, leginkább vitorlát formázó kilátó 2004-2005 között épült, a 2000-es hannoveri világkiállítás magyar pavilonját is jegyző Fernezelyi Basa Építésziroda két munkatársa, Basa Péter (1964-2009) építész és Czér Péter szobrász építészeti, valamint Jordán László statikai tervei alapján, a Pilisi Parkerdő Zrt. beruházásában, kivitelezői a Kámán Kft és az Orsfa Kft voltak; avatása 2006. szeptember 5-én történt.

## Leírása
A 23,5 méteres teljes magasságú építmény vasbeton alapon nyugszik – amit graffitiálló festékkel festették –, masszív szerkezete a kültéri viszonyoknak leginkább megfelelő, az időjárási viszontagságoknak jól ellenálló vörösfenyő gerendákból és lécekből készült; a gerendákat külön erre a célra tervezett és legyártott acélelemek kapcsolják össze. Homlokzatát különleges lécborítás fedi, amely lehetővé teszi a szabad kilátást a lépcsőn fölfelé irányban történő haladás közben is, miközben tériszony nélkül lehet feljutni a kilátó kereken 100 lépcsőjén a 18 méter magasban elhelyezkedő legfelső kilátószintre. Építésének különlegessége volt, hogy miután komolyabb munkagépek használatára a természetvédelmi helyszínen nem volt lehetőség, ezért a nehéz vörösfenyő elemeket mind kézzel emelték a helyükre. A közbenső emeleteken számos pad található, amelyek tovább könnyítik a feljutást a legfelső szintre. A tágas pihenőknek köszönhetően nagyobb csoportok is látogathatják a kilátóhelyet, egyidejűleg maximálisan 150 fő tartózkodhat a kilátóban.

## Turizmus
A tetejéről körpanoráma nyílik a környékre. Innen tekinthető át a legkönnyebben a Budai-hegység nagy része: észak felé a Nagykovácsi-medence fölött a Nagy-Szénás kopár teteje, a nyugati irányból a széles Zsámbéki-medence, kelet felől a Budakeszi-medence és a Nagy-Hárs-hegy - János-hegy - Széchenyi-hegy - Budaörsi-hegy vonulata látható. Távolabb a Pilis és a Gerecse vonulatai látszanak. Tiszta időben a Börzsöny, és a Mátra magasabb hegyei vagy akár a Magas-Tátra hófedte csúcsai is felismerhetőek.

## Megközelítése
Budapest felől a kilátó közösségi közlekedéssel a Nagykovácsira közlekedő 63-as busszal, vagy a Volánbusz Telkit érintő járataival (778, 789, 795) érhető el a legegyszerűbben. A 63-as buszról a Tisza István téri végállomáson kell leszállni, ahonnan 4 km hosszú, gyalog nagyjából 1 óra alatt teljesíthető sétával érhető el. A Telki felé tartó Volánbuszok útvonalán pedig az Telki előtt található Pátyi elágazás nevű megállóhoz esik legközelebb a kilátó. (Onnan a 2,8 km hosszú kaptató kb. 40 perc alatt tehető meg gyalog.) A hegyre a zöld háromszög jelzés vezet fel.

## Névadója
A kilátó névadója, Csergezán Pál (1924–1996) grafikus, természetfestő, ezen a tájon is szerzett élményeivel indult el sajátos művészi pályáján, élete utolsó időszakát is a környéken töltötte.

## Képgaléria

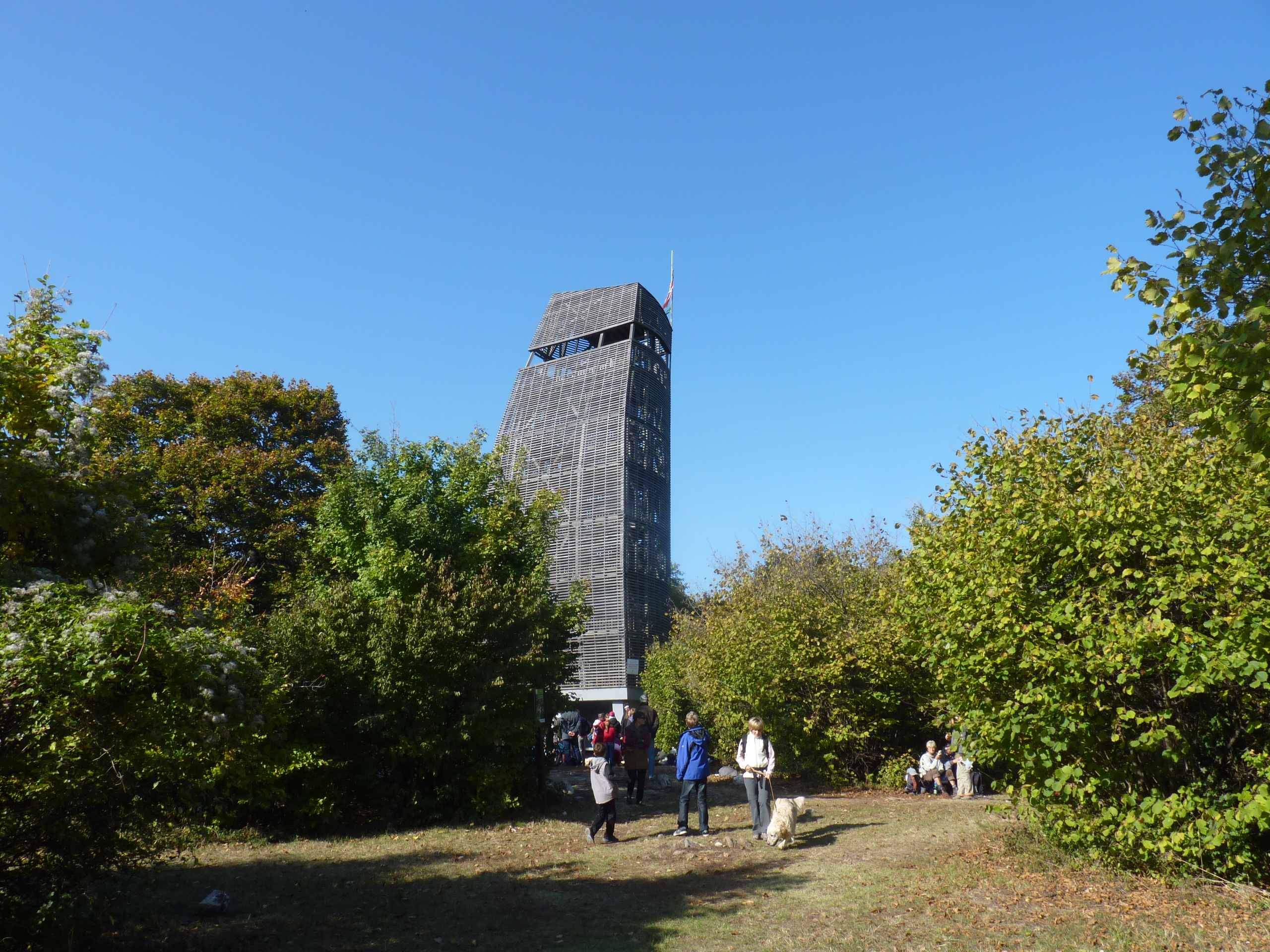
A kilátó távolabbról
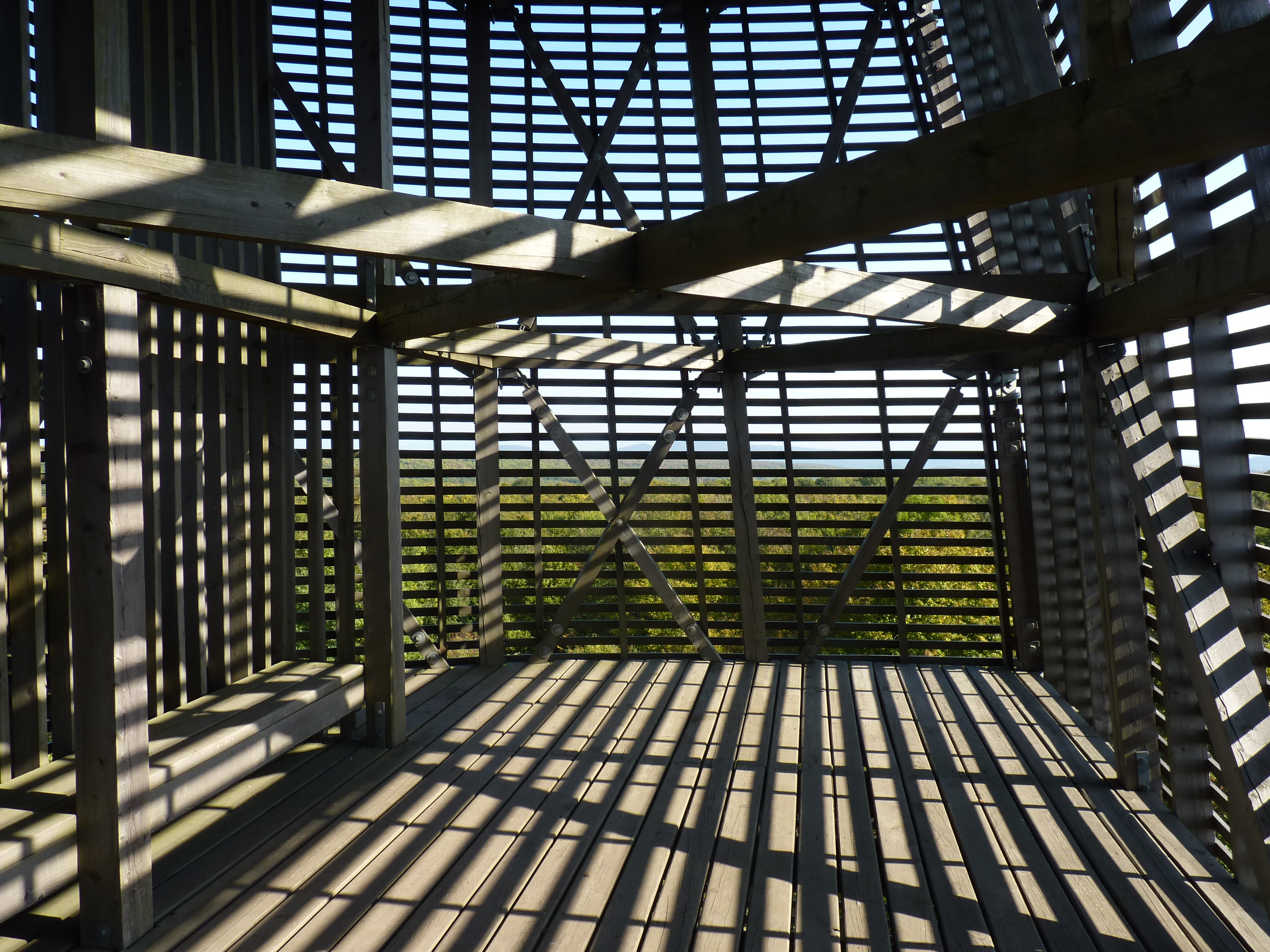
A kilátó szerkezete és lécburkolata az egyik közbenső emeleti szintről nézve
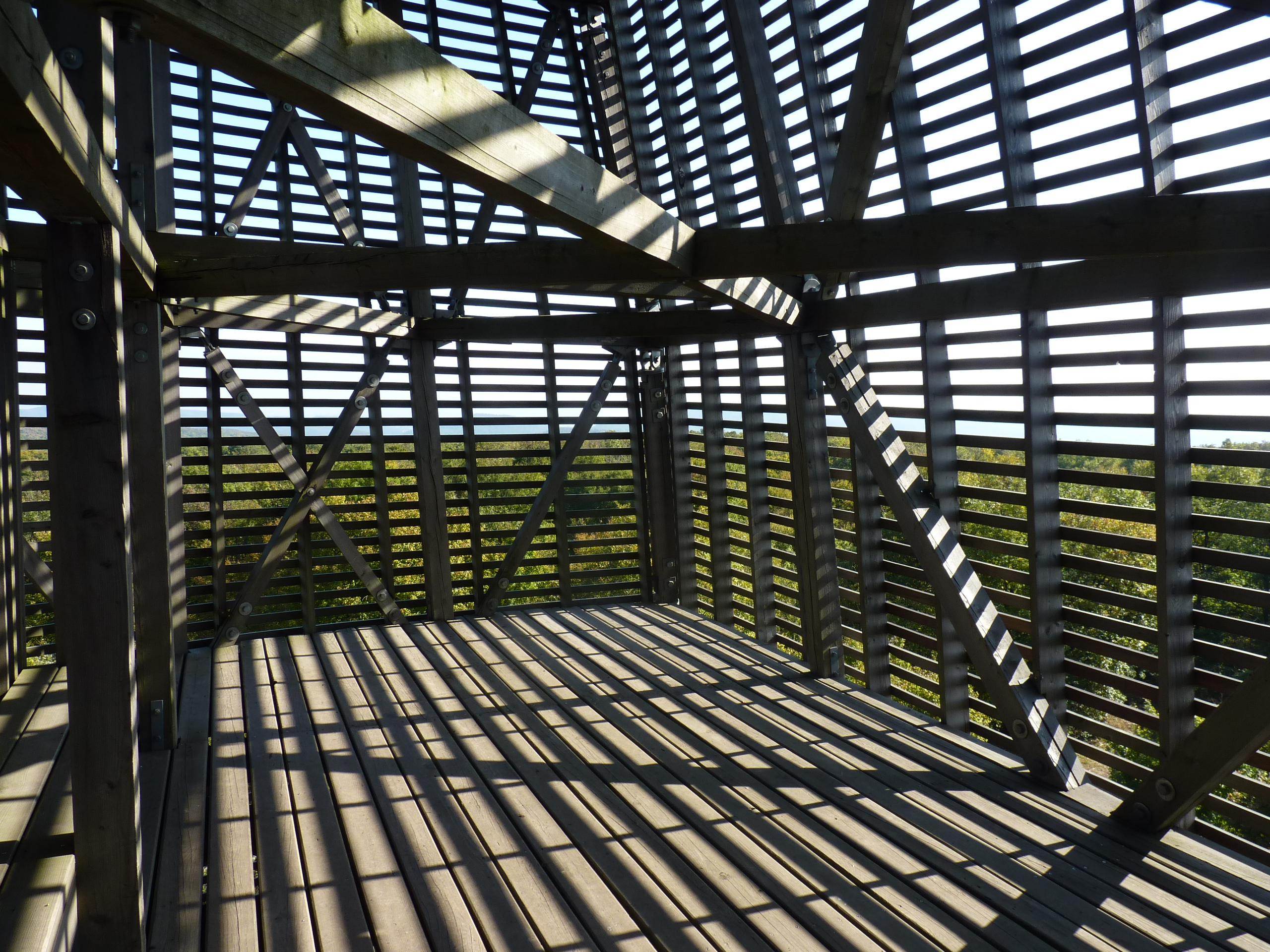
A kilátó szerkezete és lécburkolata az egyik közbenső emeleti szintről nézve
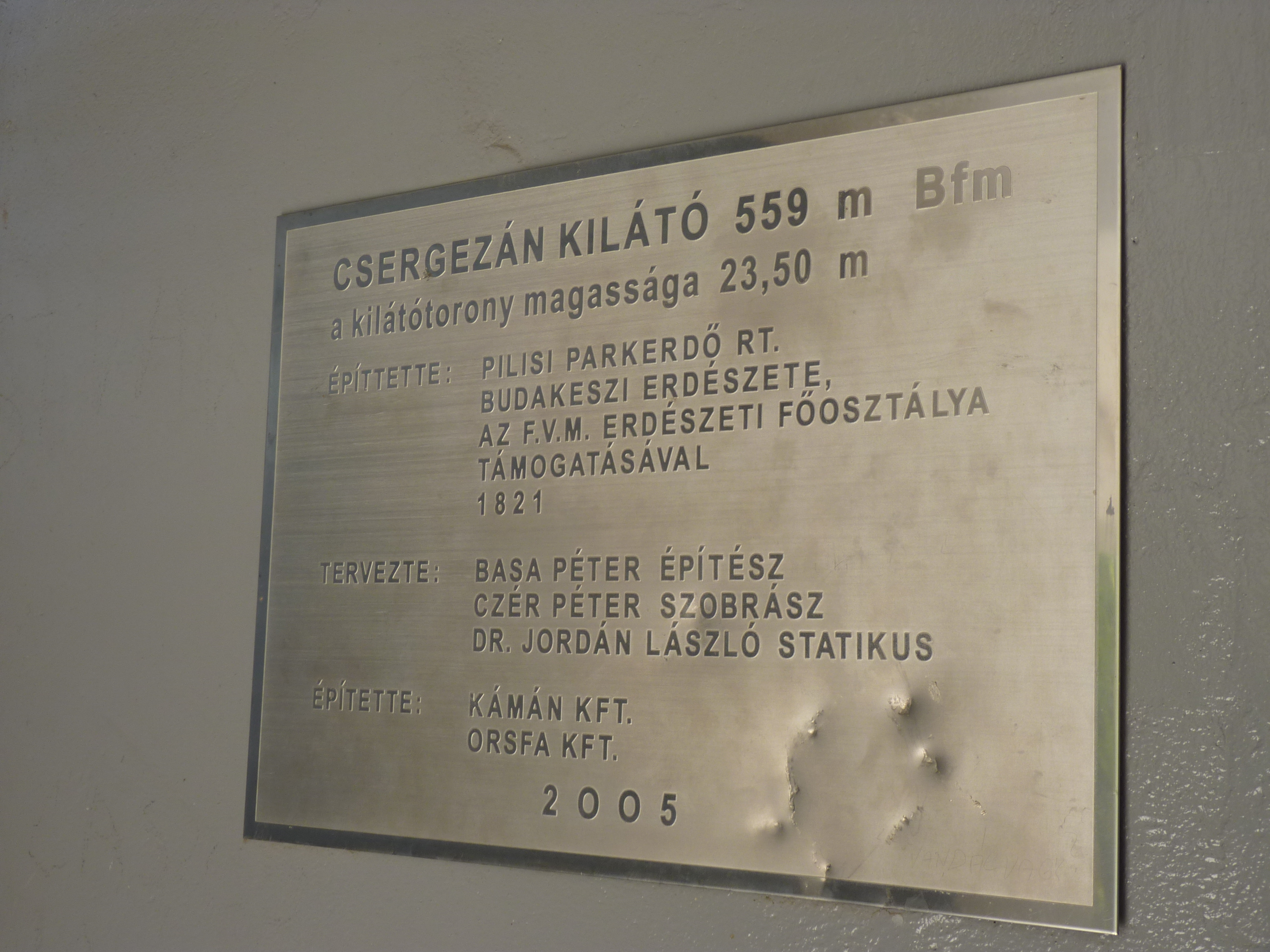
Tábla a kilátó bejárati szintjén
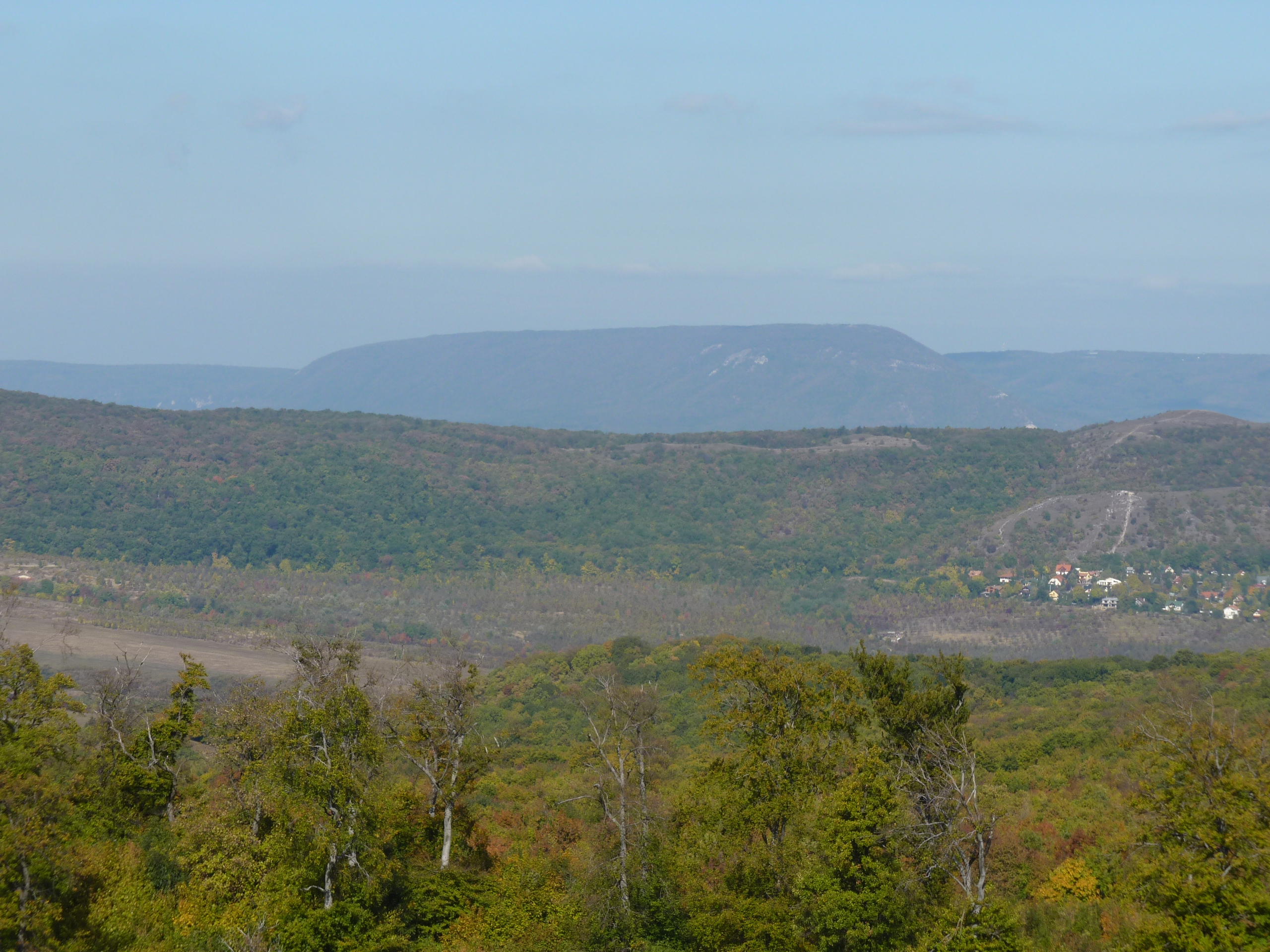
A Pilis a kilátóból
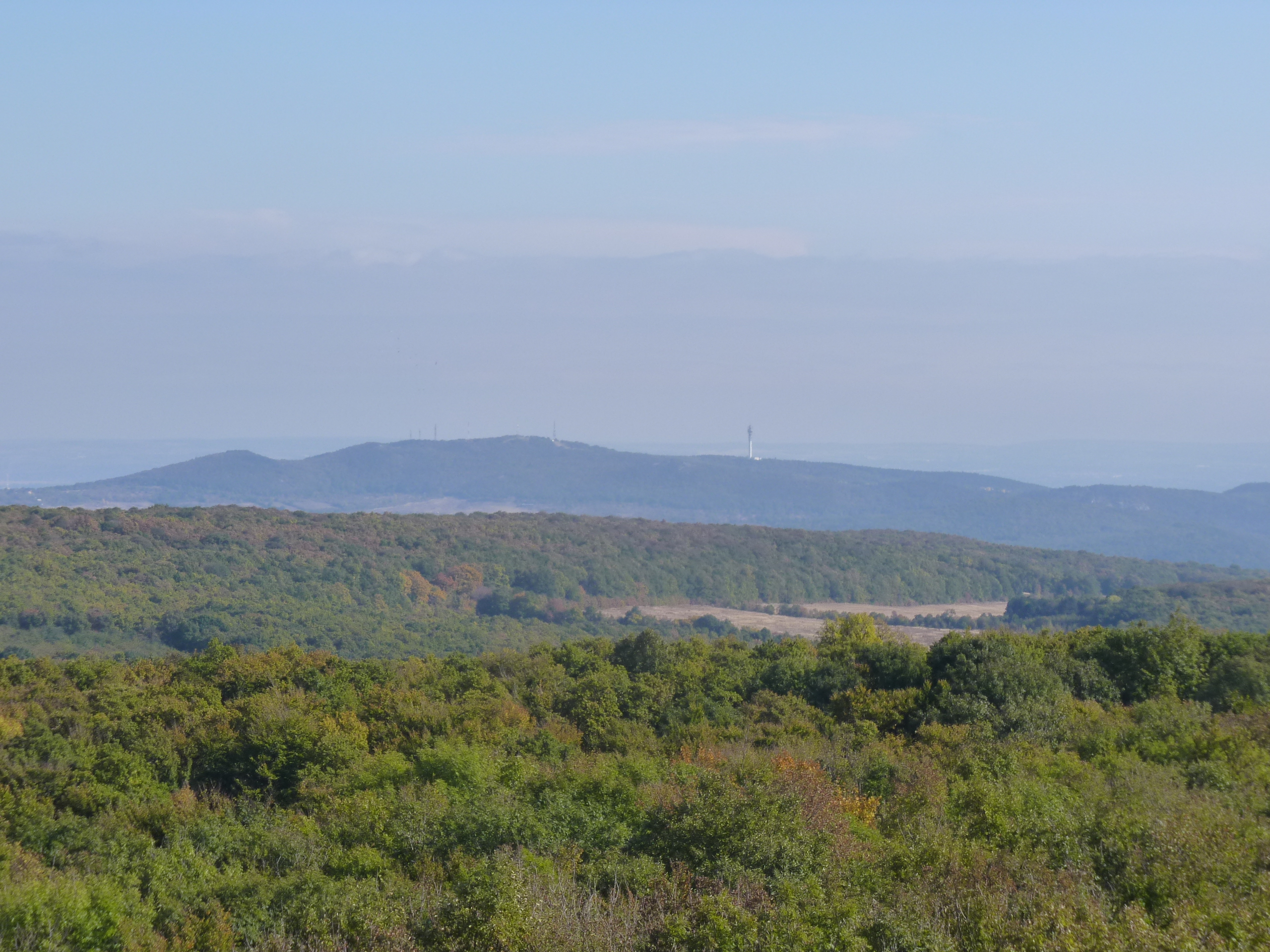
A Hármashatár-hegy és környéke a kilátóból
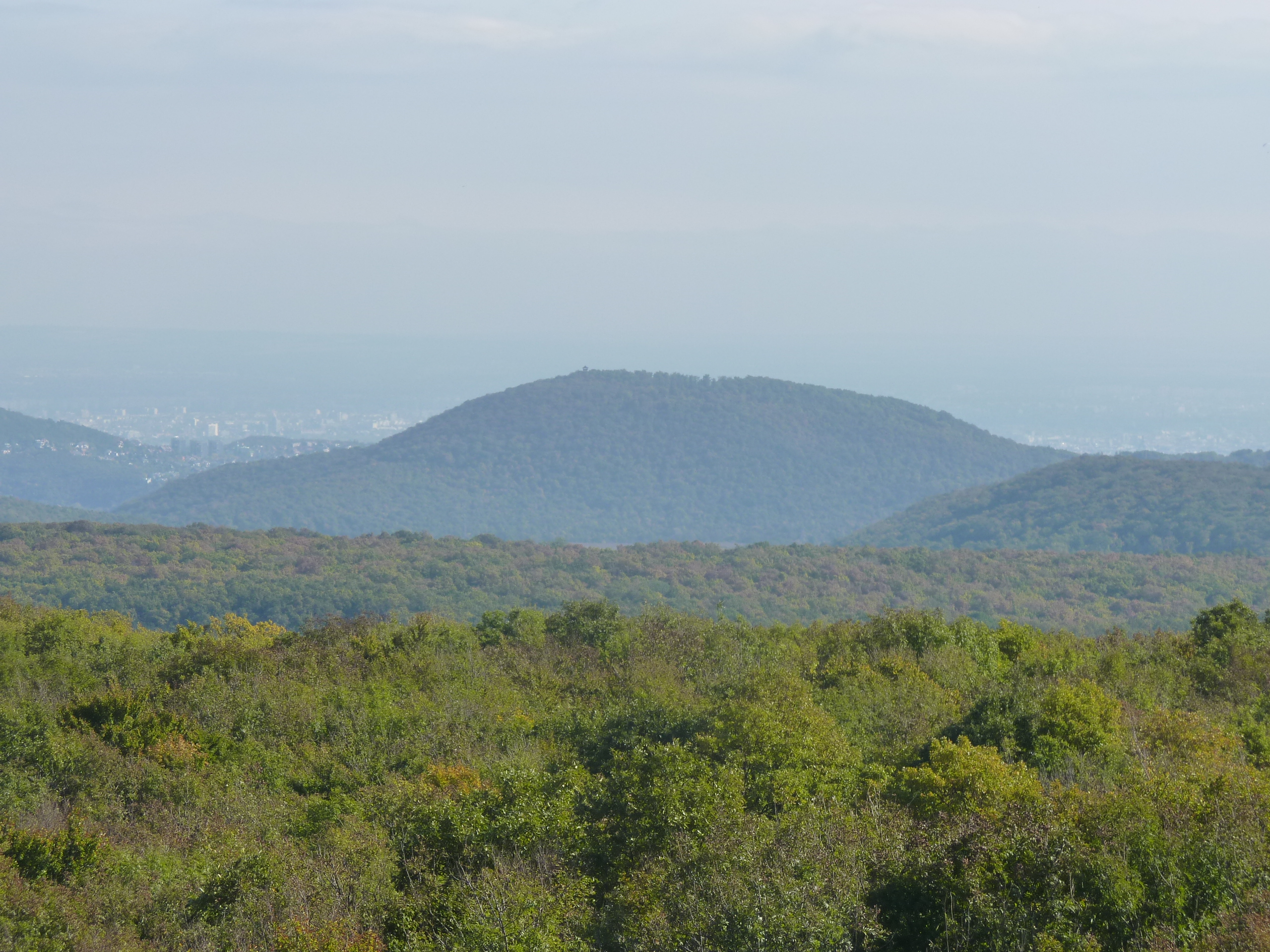
A Nagy-Hárs-hegy látképe
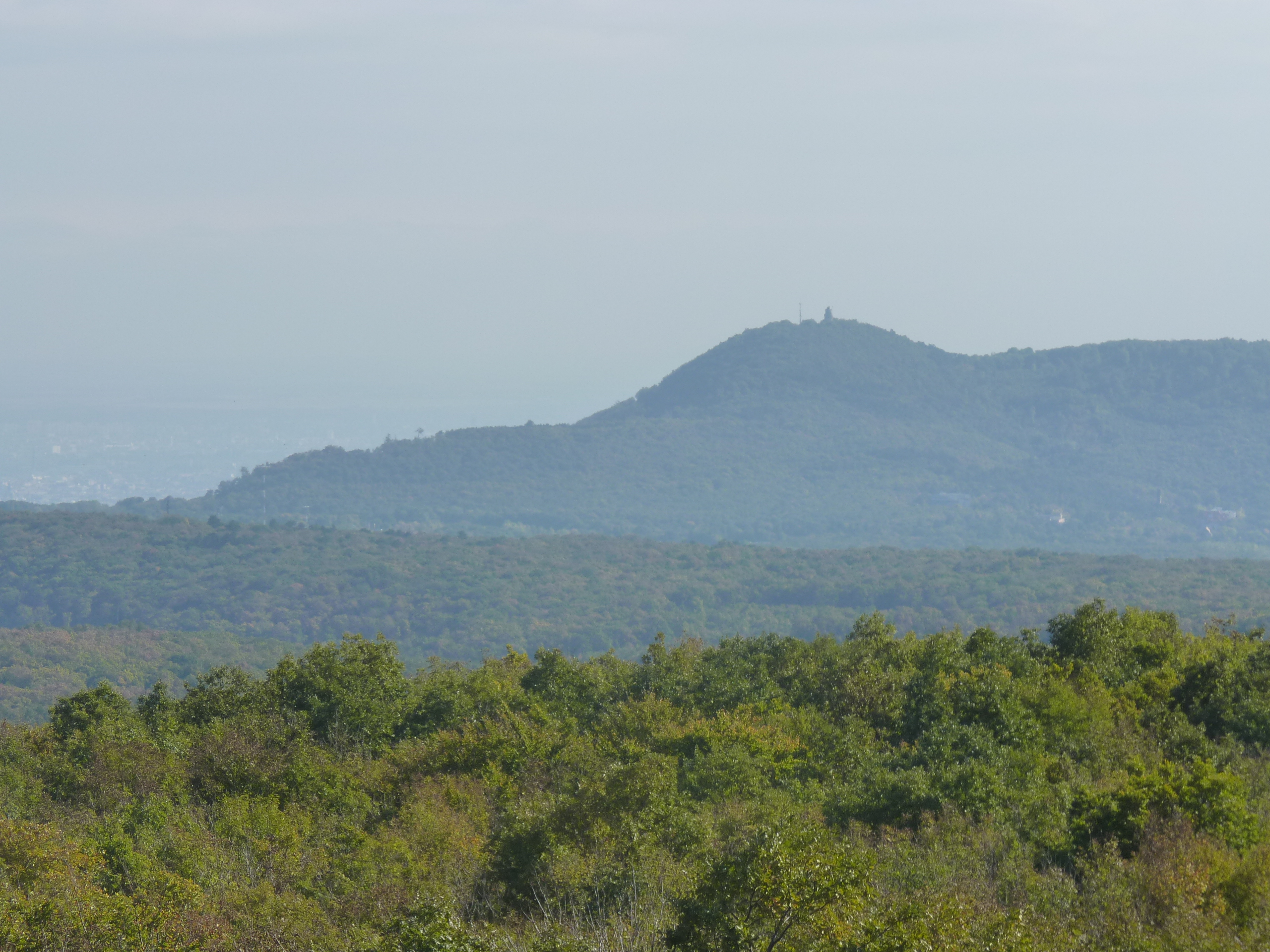
A János-hegy látképe